# Раннее Новое время
Раннее Новое время — период всемирной истории, начинающийся с окончанием Средневековья. Историки по-разному определяют его начало: от османского завоевания Константинополя в 1453 году, от периода Возрождения в Европе и тимуридов в Центральной Азии, мусульманских завоеваний на Индийском субконтиненте, от конца крестовых походов, с начала эпохи Великих географических открытий. Концом Раннего Нового времени обычно считают начало Эпохи революций — Французскую революцию 1789 года или приход к власти Наполеона. Таким образом, период Раннего Нового времени — это, обычно, примерно 1500—1800 гг. н. э. — или же начиная от 1400 г.

### Историография
Как отмечается в Guardian, появление истории «раннего Нового времени» как отдельной и единой области исследования, охватывающей период с 1500 по 1800 год, во многом обязано серии «Кембриджские исследования ранней современной истории» (Cambridge Studies in Early Modern History) — которую основали в 1966 году Гельмут Кёнигсбергер и Джон Элиот. Последний, как отмечают, перед тем, в 1963 году, выпустил также учебник по имперской Испании, хронология которого простиралась с 1469 по 1716 год, — и который, как отмечают, в значительной степени способствовал признанию «периода раннего Нового времени» определенной академической областью.

### Государственная централизация и Великие географические открытия

Каравелла — символ Великих географических открытий

Окончание Средневековья ознаменовалось ростом значения централизованного государственного управления. Яркими примерами этого роста служат завершение феодальных междоусобиц — таких как Война Алой и Белой Розы в Англии, объединение регионов — Арагон и Кастилия в Испании.
Одним из самых важных изменений стало расширение известной европейцам территории культурной ойкумены. За очень короткий период (конец XV века— начало XVI века) европейские мореплаватели обогнули Африку, проложили морской путь в Индию, открыли новый континент — Америку и совершили кругосветное плавание. Примечательно, что именно открытие Христофором Колумбом Америки (1492 год) принято считать символическим окончанием Средних веков.
Эти путешествия стали бы невозможны без предпосылок, главными из которых являются: изобретение компаса и создание судна, способного преодолевать огромные расстояния в открытом море.
Интересно, что первое из этих изобретений сделано задолго до наступления Нового времени.
Так, компас был изобретён в Китае ещё в III веке до н. э. (правда, этот тип компаса, представлявший собой лежащий на отполированной пластине намагниченный металлический предмет в форме разливной ложки, был непригоден для мореходства), однако, новое изобретение проникло в Европу только в XIII веке через посредничество арабов, которые начали применять компас в XII веке.
Судном, на котором первооткрыватели отправлялись в дальние плавания, стала каравелла. Эти небольшие по современным меркам суда (например, «Санта-Мария», флагман Колумба в его первом путешествии, имела водоизмещение в 130 тонн) в буквальном смысле изменили карту мира. С каравеллами прочно связана вся эпоха великих географических открытий. Довольно характерно название, которое каравелла получила в нидерландском языке, — oceaanvaarder, буквально — «судно для океана».
Однако, одних предпосылок недостаточно, поэтому должен быть мотив, заставлявший отправляться в далёкие и опасные путешествия. Таким мотивом стал следующий факт. Во второй половине XV века завоевавшие ослабевшую Византийскую империю турки перекрыли караванные пути на восток, по которым в Европу доставлялись пряности. Таким образом прервалась приносившая сверхприбыли торговля. Именно желание найти альтернативный доступ к богатствам востока и стало стимулом мореплавателей конца XV — начала XVI веков. Следовательно, обоснованной выглядит точка зрения, считающая датой окончания Средних веков 1453 год — захват турками Константинополя.
Таким образом именно экспансия мусульманской цивилизации послужила тем катализатором, который вызвал ускоренное развитие цивилизации европейской.

### Культурные изменения

#### Наука
Благодаря культуре Возрождения средневековое мировоззрение, центральным звеном которого являлась вера и аскетизм, постепенно пришло в упадок. Оно было вытеснено растущим интересом к античному наследию, человеку и изучающим его наукам.
В 1543 году из-под печатного станка вышла книга Николая Коперника «Об обращениях небесных сфер», в которой провозглашался отказ от господствовавшей в течение почти полутора тысяч лет геоцентрической системы Птолемея. Интересно, что, начиная свою астрономическую работу, Коперник отнюдь не собирался создавать нечто принципиально новое. Как и его средневековые предшественники, он считал своей задачей уточнение данных из «Альмагеста», главного труда Птолемея, не затрагивая при этом основ. Хотя расхождения между данными из «Альмагеста» и результатами наблюдений были известны и до него, только у Коперника хватило смелости отказаться от инерции мышления и заниматься не «корректировкой» труда древнего астронома, а предложить нечто принципиально новое.

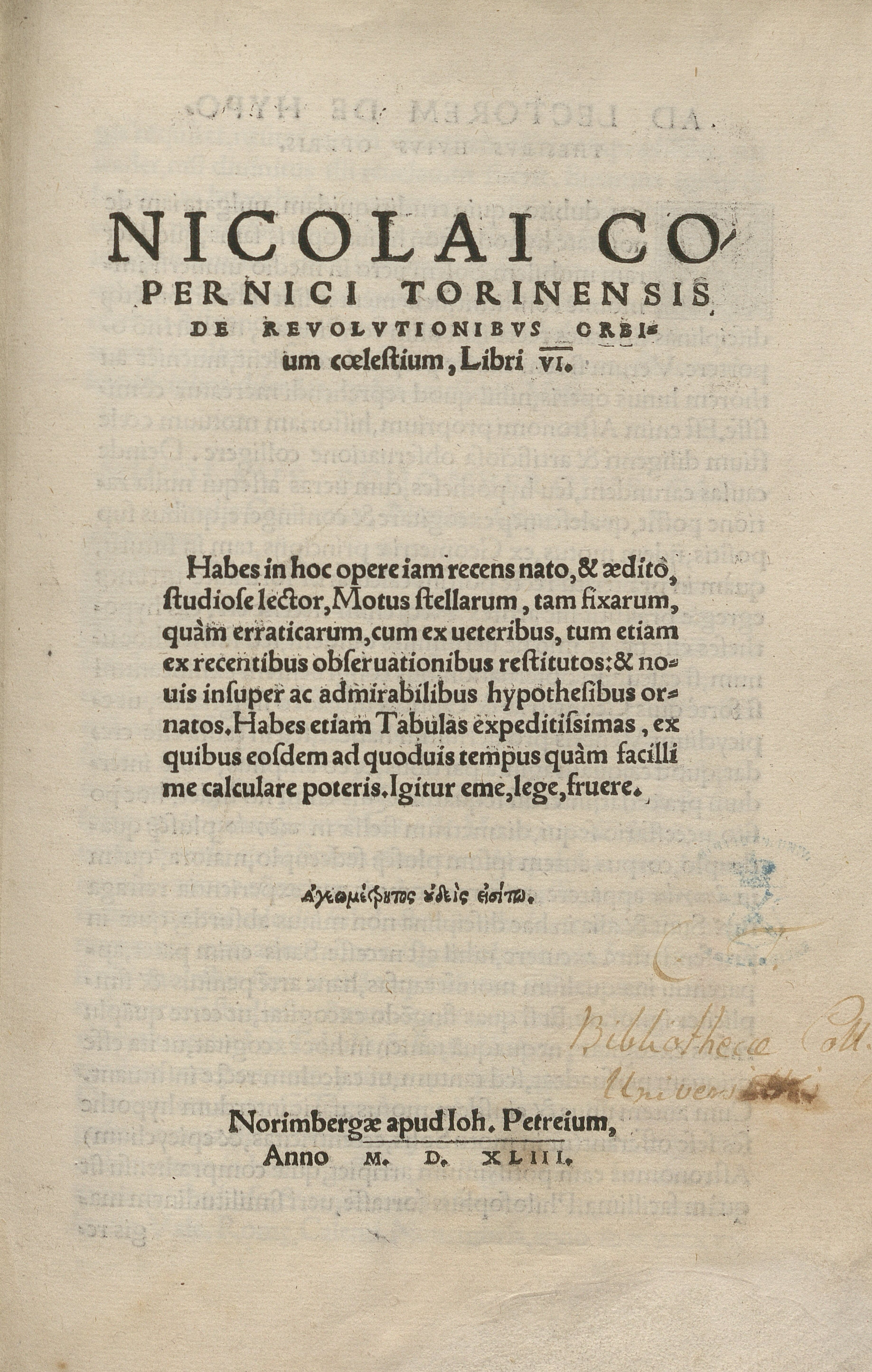
Первая страница книги Коперника «Об обращениях небесных сфер»

### Техника и производство
Ещё большее влияние на повседневную жизнь людей оказало развитие техники на рубеже XV—XVI веков. Одной из самых важных инноваций того времени оказалось книгопечатание. Изобретение и внедрение несложной, казалось бы, технологии оказало революционное влияние на скорость тиражирования и распространения информации, а также на её доступность (печатные книги были намного дешевле рукописных). Изобретателем книгопечатания считается Иоганн Гутенберг. Приблизительно в 1440 году он построил свой печатный станок. Как это часто бывает с изобретениями, отдельные элементы печатной технологии были известны и до Гутенберга. Так, иллюстрации и фигурные заглавные буквы переписчики книг начали размножать при помощи штампов ещё за двести лет до Гутенберга. Однако тогда удалось разработать технологию изготовления штампов (литер) не из дерева, а из металла. И именно он внедрил самую важную идею — набор текста из отдельных букв вместо изготавливания доски — штампа для всей страницы.
Даже в тех областях производства, где технический прогресс по сравнению со средневековьем был не слишком заметным (или его не было вовсе) произошли кардинальные изменения, на сей раз — за счёт нового типа организации труда. С наступлением Нового времени на смену ремесленному производству Средних веков приходит мануфактурный тип производства. На мануфактурах труд оставался ручным, но в отличие от средневековых мастерских было внедрено разделение труда, за счёт чего значительно выросла производительность труда. На мануфактурах мастера трудились не на себя, а на владельца мануфактуры.
Важное значение имело развитие горного дела и металлургии. Впрочем, наиболее важное усовершенствование в процессе выплавки железа — замена сыродутной печи так называемым штукофеном (предком современной доменной печи) произошло ещё в период расцвета Средних веков, приблизительно в XIII веке. К началу XV века такие печи были значительно улучшены. Для привода мехов использовались водяные колёса. К XVI веку такие колёса, достигавшие порой огромных размеров (до десяти метров в диаметре), стали использовать для подъёма из шахт руды и для других операций. Своеобразной энциклопедией горного дела и металлургии стала книга «De re metallica libri xii» («Книга о металлах»). Этот двенадцатитомный трактат увидел свет в 1550 году. Его автором был профессор Георг Агрикола (Бауэр) (1490—1555).
Также с XVI века для отопления и в производстве стал использоваться ископаемый уголь.

### Основные события

#### Великие географические открытия
Великие географические открытия — период в истории человечества, начавшийся в XV веке и продолжавшийся до XVII века, в ходе которого европейцы открывали новые земли и морские маршруты в Африку, Америку, Азию и Океанию в поисках новых торговых партнеров и источников товаров, пользовавшихся большим спросом в Европе.

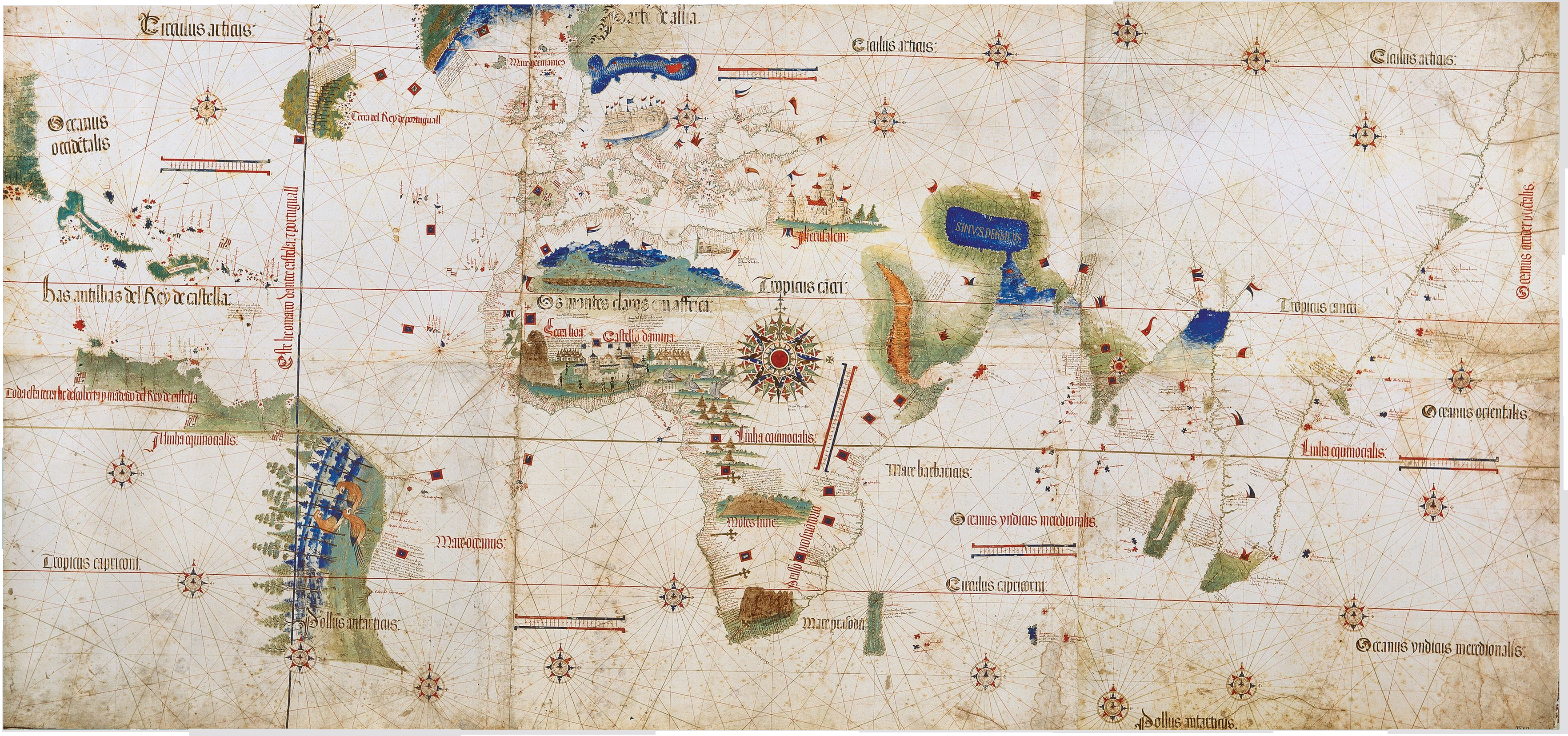
Планисфера Кантино — драгоценный памятник эпохи Великих географических открытий, запечатлевший состояние географических знаний португальцев на рубеже XV и XVI веков.

#### Колонизация Америки
Колонизация Америки — это длительный процесс завоевания европейцами территории Северной и Южной Америки, проходивший с момента открытия этой части света в 1492 году до конца XVIII века.

#### Реформацияиконтрреформация
Реформация (лат. reformatio — исправление, преобразование) — массовое религиозное и общественно-политическое движение в Западной и Центральной Европе XVI — начала XVII века, направленное на реформирование католического христианства в соответствии с Библией.
Её началом принято считать выступление доктора богословия Виттенбергского университета Мартина Лютера: 31 октября 1517 года он прибил к дверям виттенбергской Замковой церкви свои «95 тезисов», в которых выступал против существующих злоупотреблений католической церкви, в частности против продажи индульгенций.
Контрреформация в Западной Европе — церковное движение, имевшее своей целью восстановить престиж католической церкви и веры.

#### Тридцатилетняя война

Тридцатилетняя война (1618—1648) — первый в истории Европы военный конфликт, затронувший в той или иной степени практически все европейские страны (в том числе и Россию). Война началась как религиозное столкновение между протестантами и католиками Германии, но затем переросла в борьбу против гегемонии Габсбургов в Европе. Последняя значимая религиозная война в Европе, породившая вестфальскую систему международных отношений.

#### Вестфальский миривестфальская система международных отношений
Вестфальский мир обозначает два мирных соглашения на латыни — Оснабрюкское и Мюнстерское, подписанные 15 мая и 24 октября 1648 года соответственно. Они завершили Тридцатилетнюю войну в Священной Римской империи.
Вестфальский мир разрешил те противоречия, которые и привели к Тридцатилетней войне:
- Вестфальский мир уравнял в правах католиков и протестантов (кальвинистов и лютеран), узаконил конфискацию церковных земель, осуществлённую до 1624 года, и провозглашал принцип веротерпимости, что в дальнейшем снизило значение конфессионального фактора в отношениях между государствами;
- Вестфальский мир положил конец стремлению Габсбургов расширить свои владения за счёт территорий государств и народов Западной Европы и подорвал авторитет Священной Римской империи: главы независимых государств Европы, имевшие титул королей, были уравнены в правах с императором;
- Согласно нормам, установленным Вестфальским миром, главная роль в международных отношениях, ранее принадлежавшая монархам, перешла к суверенным государствам.

#### Английская революция
Английская революция XVII века (известная также как Английская гражданская война) — процесс перехода в Англии от абсолютной монархии к конституционной, при которой власть короля ограничена властью парламента, а также гарантированы гражданские свободы. Революция открыла путь к промышленному перевороту в Англии и капиталистическому развитию страны.
Революция приняла форму конфликта исполнительной и законодательной властей (парламент против короля), вылившегося в гражданскую войну, а также форму религиозной войны между англиканами и пуританами. В Английской революции был замечен, хотя играл и второстепенную роль, также элемент национальной борьбы (между англичанами, шотландцами и ирландцами).
Конституционная монархия окончательно утвердилась в результате Славной революции

#### Семилетняя война

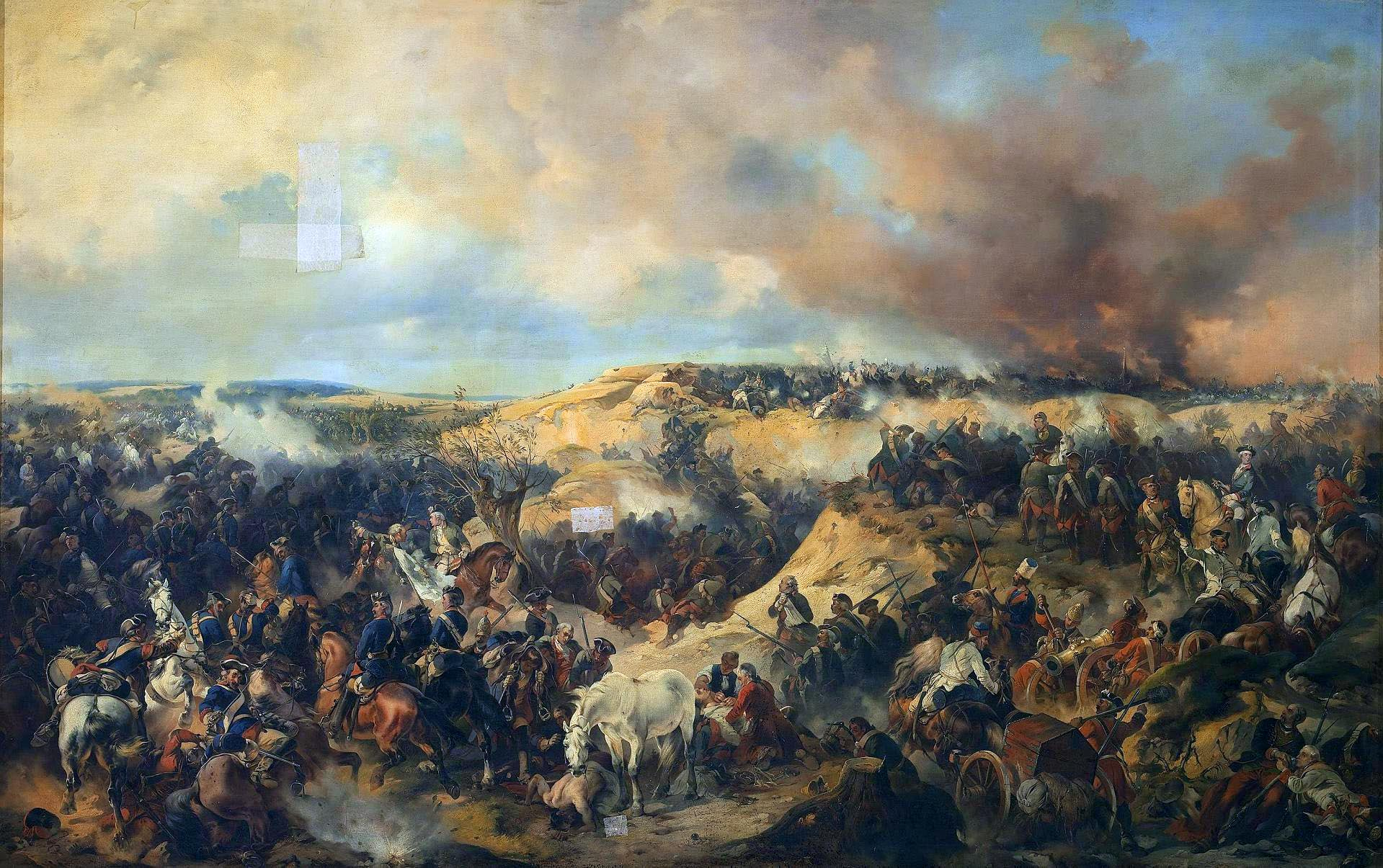
Александр Коцебу. «Кунерсдорфское сражение» (1848)

Семилетняя война (1756—1763) — крупный военный конфликт XVIII века, один из самых масштабных конфликтов Нового времени. Семилетняя война шла как в Европе, так и за океаном: в Северной Америке, в странах Карибского бассейна, Индии, на Филиппинах. В войне приняли участие все европейские великие державы того времени, а также большинство средних и мелких государств Европы, некоторые индейские племена.
Уинстоном Черчиллем война даже была названа «первой мировой войной». Войну считают колониальной, так как в ней столкнулись колониальные интересы Великобритании, Франции и Испании, а также первой окопной.

#### Война за независимость США
Война за независимость США (1775—1783) — война между Великобританией и лоялистами (лояльными законному правительству британской короны) с одной стороны и революционерами 13 британских колоний (патриотами) с другой, которые провозгласили свою независимость от Великобритании как самостоятельное союзное государство в 1776 году.

#### Промышленный переворот
Промышленная революция — переход от ручного труда к машинному, от мануфактуры к фабрике; переход от преимущественно аграрной экономики к индустриальному производству, в результате которого происходит трансформация аграрного общества в индустриальное.
Промышленная революция происходила в разных странах не одновременно, но в целом можно считать, что период, когда происходили эти изменения, начинался от второй половины XVIII века и продолжался в течение XIX века. Характерной чертой промышленной революции является стремительный рост производительных сил на базе крупной машинной индустрии в ходе утверждения ведущей роли капиталистического способа производства в мировой экономике.
Промышленная революция связана не просто с началом массового применения машин, но и с изменением всей структуры общества. Она сопровождалась резким повышением производительности труда, быстрой урбанизацией, началом быстрого экономического роста (до этого экономический рост, как правило, был заметен лишь в масштабах столетий), исторически быстрым увеличением жизненного уровня населения. Промышленная революция позволила на протяжении жизни всего лишь 3—5 поколений перейти от аграрного общества (где большинство населения вело натуральное хозяйство) к индустриальному.

## Африка и Ближний Восток

### Эфиопия

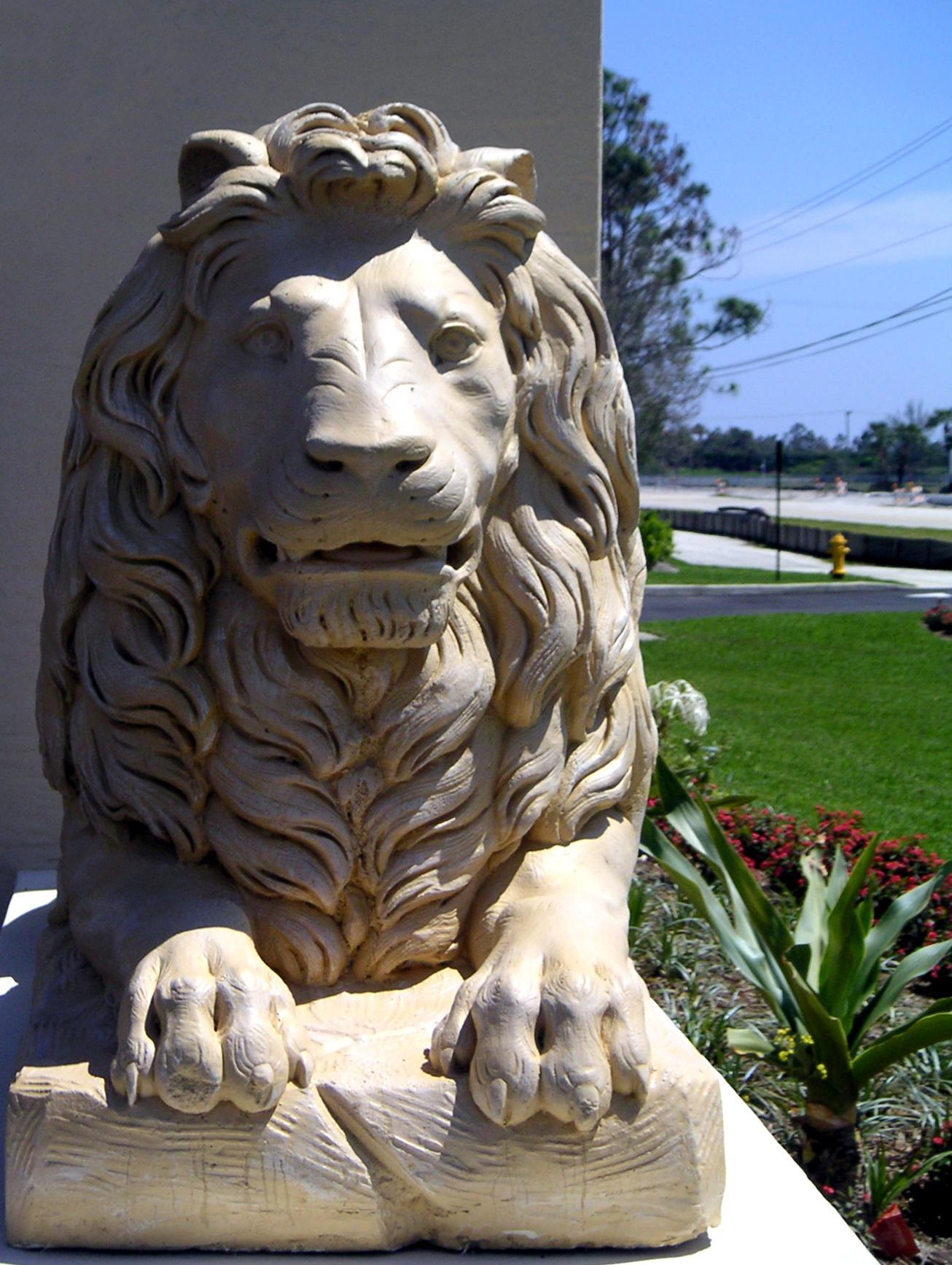
Лев Иуды

Соломонова династия негусов пришла к власти в Эфиопии 10 августа 1270 года после свержения Йекуно Амлаком династии Загве. Его претензии на престол основывались на происхождении от царской династии Аксума, отстранённой от власти представителями династии Загве, и были поддержаны Эфиопской церковью.
Территория, традиционно поддерживавшая представителей Соломоновой династии — горные районы в центральной части Эфиопии. На протяжении нескольких столетий объединительной политики правителей она расширилась до границы с Суданом на севере и западе, до побережья Красного моря и Аденского залива на востоке, и до границ нынешней Кении на юге. Восточные и южные районы современной Эфиопии были присоединены к ней в последние 200 лет императорами Менеликом I и Хайле Селассие. Часть территорий в центре и на востоке были завоёваны императором Амдэ-Цыйоном I. В то же время некоторые пограничные области были потеряны Эфиопией во время нашествия войск мусульманского султаната Адал под руководством Ахмеда ибн-Ибрагима аль-Гази.
Последний правивший эфиопский император Хайле Селассие на родине официально признавался потомком царя Соломона и царицы Савской в 225 колене.

### Сефевиды

Шах Исмаил I — Первый представитель династии Сефевидской Империи

Первый представитель династии Сефевидской Империи известен в истории не только как военачальник и основатель государства, но и как средневековый азербайджанский поэт, писавший под псевдонимом Хатаи. Коллекция его стихов на азербайджанском языке опубликована в виде «Дивана» Хатаи, известны также и несколько его стихов на фарси.
При Исмаиле государственные наместники назначались исключительно из тюрков-кызылбашей. Кызылбаши, изначально фанатично преданные Исмаилу, были представителями тюркских племён Анатолии и Азербайджана; при их же содействии он и его преемники могли выдерживать, иногда даже победоносно, беспрестанные натиски тюрков-суннитов: с востока — шейбанидов (Хивы и Бухары), с запада — османских турок.
К 1508 г., сделавшись владетелем всех земель государства Ак-коюнлу Узун-Хасана (также деда Исмаила по материнской линии), Исмаил стал соседом прежних владений Бейкары, занятых шейбанидами, и вступил с ними в войну; в 1510 г. шейбаниды были изгнаны из Хорасана в Трансоксанию. С Турцией началась война из-за того, что султан Селим I казнил 40 тысяч шиитов, живших в подвластной ему Анатолии (1513). В 1514 г. близ местечка Чалдыран Селиму удалось разбить сефевидскую армию и захватить Тебриз. Однако ввиду чрезвычайно холодной зимы 1514—1515 гг., а также изнурения османского войска, Селим I не продолжил вторжение в Иран и покинул Азербайджан, ограничившись взятием Восточной Анатолии и Месопотамии. После смерти Селима (1519) Исмаил завоевал Грузию, однако фанатичная вера кызылбашей в непобедимость Исмаила сильно пошатнулась после поражения Сефевидов в вышеуказанной Чалдыранской битве.

### Дагомея

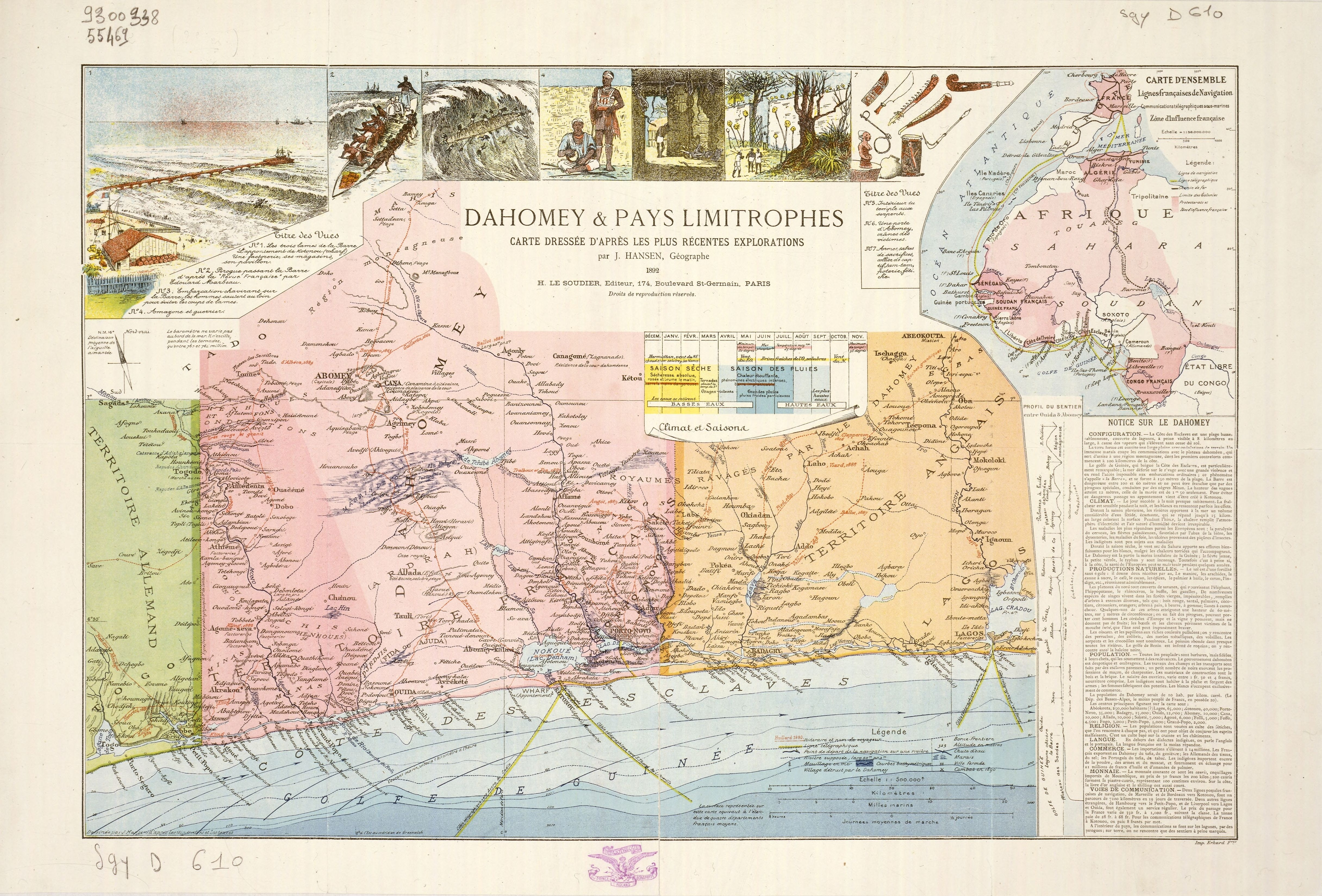
Французская карта 1892 года

Дагомея была основана в XVII веке и просуществовала до XIX века, когда была завоёвана французскими солдатами из Сенегала и присоединена к Французской Западной Африке.
Истоки Дагомеи прослеживаются до племени аджа из прибрежного королевства Аллада, которые переселились на север и осели среди
жившего там народа фон. Начиная с 1650 года пришельцы стали господствовать над фон и соседним народом уэгбаджа и провозгласили одного из своих представителей королём. Столица Абомей стала центром централизованного государства с глубоко укоренённым и священным культом короля. При этом предкам королевского рода приносились человеческие жертвы. Всё в стране принадлежало непосредственно королю, который взимал налог на всю сельскохозяйственную продукцию.
Однако больше всего экономика Дагомеи выигрывала от работорговли на побережье. Продавая европейцам рабов для Америки, короли Дагомеи закупали ружья и другое огнестрельное оружие, с помощью которого они проводили политику экспансии. В эпоху правления короля Агаджи с 1708 по 1732 год Дагомея сумела завоевать Алладу, из которой происходила её правящая элита, получив прямой доступ к побережью. Однако соседнее государство Ойо, являвшееся главным конкурентом в торговле рабами, так и не было завоёвано, и само сумело навязать Дагомее обязанность платить ему дань. Несмотря на это, Дагомея сохранила независимость и продолжала расширять свои владения благодаря торговле рабами, а позднее и торговле пальмовым маслом с плантаций. Король и дальше владел монополией на всю страну и всю торговлю.

### Ашанти
Государство Ашанти появилось после победы народа ашанти над проживавшими к юго-востоку от них племенами Денкера, в 1697—1701 годах. В экономике страны большое место занимали земледелие и домашние промыслы — резьба по дереву, ткачество, гончарный, обработка металлов и другие. Широко велась работорговля и торговля золотом.
Во главе государства стоял верховный вождь — ашантихене, резиденцией которого был город Кумаси. Отдельными же областями управляли местные вожди — оманхене. Опираясь на сильное войско, правители Ашанти добивались подчинения им территорий, населённых близкородственными им племенами, и ликвидации племенной раздробленности.
Осуществлению этой их политики помешали колониалистские действия Англии, вылившиеся в 7 англо-ашантийских войн. В результате 7-й войны Англия оккупировала территорию Ашанти и заключила договоры о протекторате с отдельными племенами, входившими в Федерацию Ашанти, после чего Федерация прекратила своё существование. После подавления восстания ашанти в 1900 году англичане включили в 1901 году всю территорию Ашанти в колонию Золотой Берег.
С переходом Англии в колониях к политике «косвенного управления», англичане вернули в 1924 году высланного на Сейшельские острова в 1896 году ашантихене Премпе I и в 1926 году он был провозглашён оманхене (правителем) города и области Кумаси. В 1935 году Англией была формально восстановлена Федерация Ашанти, и наследник Премпе I — Премпе II был провозглашён ашантихене. Однако фактическая власть в стране принадлежала английскому губернатору Золотого Берега. После провозглашения независимости Ганы в 1957 году территория Ашанти по конституции получила статус области с сохранением некоторых атрибутов монархии.

## Русское царство
В 1547 году государь всея Руси и великий князь московский Иван IV Грозный был коронован царём и принял полный титул: «Великий государь, Божиею милостью царь и великий князь всея Руси, Владимирский, Московский, Новгородский, Псковский, Рязанский, Тверской, Югорский, Пермский, Вятцкий, Болгарский и иных», впоследствии, с расширением границ Русского государства, к титулу добавилось «царь Казанский, царь Астраханский, царь Сибирский», «и всея Северныя страны повелитель».
Одним из первых, кто сформулировал новую идею царской власти московских князей, был митрополит Зосима. В сочинении «Изложение пасхалии», поданном московскому собору в 1492 г., он подчёркивал, что Москва стала новым Константинополем благодаря верности Руси Богу. Сам Бог поставил Ивана III — «нового царя Константина новому граду Константину — Москве и всей Русской земли и иным многим землям государя». Значительный вклад в идеологическое обоснование прав московских правителей на царский титул внёс Иосиф Волоцкий. Он доказывал в своём послании к Василию III тезис о божественном происхождении царской власти: «царь убо естеством (телом) подобен есть всем человеком, а властию же подобен есть вышням (всевышнему) Богу». Большую роль в обосновании правопреемственности Руси Византии сыграло «Сказание о князьях Владимирских». Согласно ему, киевский князь Владимир Мономах получил царский венец («шапку Мономаха») и другие регалии от своего деда императора Константина Мономаха. Следующим в ряду идеологических основ провозглашения Русского государства царством стало послание Василию III монаха псковского Елиазарова монастыря Филофея, выдвинувшего известный тезис «Москва — третий Рим». Как указывает Р. Г. Скрынников, в основе концепции Филофея лежало представление о неком «Ромейском царстве нерушимом»: крушение двух царств, Римской империи и Византии, расчистило место для московского православного царства.

### Третий Рим
Третьим Римом и является Москва: Освобождение от монгольского ига, объединение разрозненных мелких уделов в большое Московское государство; женитьба царя Иоанна III на Софии Палеолог, племяннице (и как бы наследнице) последнего византийского императора; успехи на Востоке (завоевание ханств Казанского и Астраханского) — всё это оправдывало в глазах современников представление о праве Москвы на такую роль. На этой почве сложился обычай коронования московских государей, принятие царского титула и византийского герба, учреждение патриаршества, возникновение трёх легенд:
- о бармах и царском венце, полученных Владимиром Мономахом от византийского императора Константина Мономаха (офиц. ссылка — в 1547 г.)
- о происхождении Рюрика от Прусса, брата римского кесаря Августа
- о белом клобуке: клобук этот, как символ церковной независимости, император Константин Великий вручил римскому папе Сильвестру, а преемники последнего, в сознании своего недостоинства, передали его константинопольскому патриарху; от него он перешёл к новгородским владыкам, а потом к московским митрополитам.

Первые два Рима погибли, третий не погибнет, а четвёртому не бывать. Литературное выражение мысль эта нашла у старца псковского Елеазарова монастыря Филофея, в посланиях к вел. князю Василию III, дьяку Мисюрю Мунехину и Иоанну Грозному. Новое положение вызывало новые обязательства. Самодержавно-царская, автокефально-православная Русь должна хранить правую веру и бороться с её врагами. В этом направлении одно время её поддерживал и сам латинский Запад: римские папы старались поднять московских государей против турок, пропагандируя мысль, что русские цари — законные наследники Византии; в том же духе действовала и Венеция. Теория Третьего Рима до конца XVII ст., а именно до войн с Турцией, не выходила из сферы отвлечённых вопросов: но и позже она никогда не получала характера определённой политической программы, хотя некоторое отражение её и слышится: более слабое — в правительственных заявлениях во время освободительных войн России с Турцией на Балканском полуострове, более сильное — в воззрениях славянофилов.

## Китай
Торговля и сотрудничество с Европой
В условиях сложной внешнеполитической обстановки происходило открытие и освоение западноевропейскими мореходами, торговцами и колонизаторами морского пути в Китай. Рафаэль Перестрелло в 1516 году первым высадился на юге Минского государства и приступил к торговым операциям в порту Гуанчжоу. Под его командованием находился португальский корабль и команда малайской джонки, прибывшей из Малакки. Следующей в 1517 году из Португалии в Китай отправилась большая эскадра Фернана д’Андраде и первого португальского посла Фернана Пиреша, ставившая своей целью высадиться в порту Гуанчжоу и завязать официальные торговые отношения с Китаем. Во время этого похода португальцы отправили делегацию во главе с Томе Пиресом ко двору минского императора Чжу Хоучжао с письмом от короля Мануэля I Португальского. Однако император не принял португальских посланцев, а вскоре и вовсе умер; португальцы были отправлены в тюрьму, где и погибли. После смерти Чжу Хоучжао в апреле 1521 года консервативная партия противилась становлению торговых отношений с Португалией и обмену посольствами с этой страной, ссылаясь на то, что португальцы захватили Малакку, бывшую ранее вассалом Минского Китая. В 1521 году военно-морской флот минской династии победил и отбросил португальцев от Туен Муна (Дуньмэня, 屯門). Но несмотря на первоначальные трения, к 1549 году было организовано прибытие ежегодных португальских торговых миссий на остров Шанчуань у берегов Гуандуна. В 1557 году с помощью подкупа местных властей португальцы получили в своё распоряжение островок в непосредственной близости от берега, где основали город и порт Макао (Аомынь).
Из Китая в основном вывозились фарфор и шёлк. Одна только голландская ост-индская компания между 1602 и 1608 годами ежегодно отправляла на европейские рынки около 6 миллионов фарфоровых изделий. Перечислив множество шёлковых изделий, проданных европейским купцам, Эбрей отмечает, что сделки заключались на достаточно большие суммы.
Бывали случаи, когда галеон, идущий в испанские колонии в Новом свете, вёз более чем 50000 пар шёлковых чулок. В обмен в Китай через Манилу шло серебро из мексиканских и перуанских рудников. Китайские купцы более чем охотно участвовали в торговых сделках такого рода, некоторые даже перебрались на Филиппины или Борнео, чтобы полнее извлекать выгоду из представляемых возможностей.
После того, как минским правительством была запрещена частная торговля с Японией, португальцы немедленно исправили ситуацию, позиционируя себя в качестве торговых посредников между Японией и Китаем. Португальцы закупали китайский шёлк и продавали его в Японии в обмен на японское серебро; ввиду того, что в Китае серебро ценилось дороже, оно же шло на оплату дополнительных закупок китайского шёлка. Это продолжалось до тех пор, пока около 1573 года испанцы не обосновались в Маниле. Португальская посредническая торговля постепенно сошла на нет, потому что серебро теперь поставлялось в Китай напрямую из испанских колоний в Америке.
Несмотря на то, что основу импорта в Китай составляло серебро, от европейцев в Китай также попали сельскохозяйственные культуры американского происхождения, в частности сладкий картофель, кукуруза и арахис. Вскоре они стали широко выращиваться в Китае наряду с традиционно китайскими пшеницей, просом и рисом, что помогло обеспечить продовольствием постоянно растущее население страны. Во времена Сунской династии (960—1279) рис по сути своей стал основной пищей для бедных; после того как в Китае около 1560 года появился сладкий картофель, он также превратился, по всей видимости, в привычную еду для низших классов населения.
На начало XVII ст. приходятся и первые контакты Русского царства и Китая. Миссия Петлина могла иметь важное значение для установления российско-китайских отношений, однако слабая заинтересованность сторон друг в друге, а также враждебное отношение императоров Поднебесной ко всем соседям (как и к своим данникам) привела к тому, что эти отношения не получили дальнейшего развития в эпоху Мин.

## Торговля Европы со странами Востока

### Голландская Ост-Индская компания
В 1594 году группа нидерландских купцов основали компанию «Ван Верре» для торговли со странами Востока без посредников. За ней последовало создание других подобных торговых голландских компаний. С целью исключения взаимной конкуренции между ними и совместного противостояния португальской, испанской и английской торговле решением Генеральных штатов Соединённых провинций Нидерландов эти торговые компании были объединены в единую Ост-Индскую компанию в 1602 году. Стартовый капитал компании составлял около 6,5 млн флоринов.
Ост-Индской компанией была основана целая сеть торговых факторий (в том числе на мысе Доброй Надежды, Персии, Бенгалии, Малакке (ныне в составе Малайзии), Китае, Сиаме (ныне Таиланд), Формозе (ныне Тайвань). Акватория, охваченная деятельностью Ост-Индской компании, простиралась от мыса Доброй Надежды на западе до Магелланова пролива на востоке.
Едва ли не самой замечательной фигурой в истории компании был Ян Питерсзон Кун, перенёсший её штаб-квартиру в основанный им город Батавия (ныне Джакарта) на острове Ява, ставший столицей голландских колониальных владений в Азии. Бывшие нидерландские владения в этом регионе до сих пор иногда называют Голландскими Индиями (Голландская Ост-Индия (Индонезия), голландские владения на полуострове Индостан, Цейлон, Малакка, Капская область в Южной Африке).
Компания располагала шестью офисами (палатами) в портовых городах метрополии (в Амстердаме, Роттердаме, Зеландии, Делфте и Хорне — Энкхёйзене) и управлялась советом из 17 купцов (директоров).
Когда Нидерланды выдвинулись как передовая морская и колониальная держава Европы, Ост-Индская компания стала государством в государстве, обладая не только монополией в ведении внешней торговли, но и правами на заключение международных торговых договоров, мореплавания, беспошлинной транспортировки товара в метрополию, создания факторий, укреплённых прибрежных крепостей, ведение судопроизводства, содержания вооружённых сил и военного флота.
Голландская Ост-Индская компания явилась по сути первой акционерной фирмой в мире, так как впервые предложила своим учредителям нести долевую ответственность (и соответственно принимать долевое участие в распределении прибыли) за судьбу парусников, отправляющихся на поиски новых земель, сокровищ и пряностей, ценившихся тогда в Европе на вес золота. Это было связано с тем, что по статистике домой возвращалось только одно судно из трёх, в то время как остальные становились жертвами форс-мажорных обстоятельств (пираты, бури и т. д.). При этом удачный рейс приносил огромную прибыль. Таким образом, процент возможной прибыли пайщика напрямую зависел только от суммы его вклада, мерой которого и становились первые в мире акции. Каждая акция вначале стоила 3 гульдена, за которые в то время можно было купить три воза пшеницы. Всего было выпущено и продано 2153 акции, на общую сумму 6,5 миллионов гульденов. Уже в 1604 году акции стоили 110 % первоначальной цены. В 1610 году они стоили 130 % первоначальной цены, когда в Европу впервые был привезён чай с острова Цейлон. В дальнейшем стоимость акций росла на 10 % в год. За первые 120 лет истории компании курс её акций вырос до 1260 %, но в дальнейшем произошел спад.
До 1644 года дивиденды выплачивались натурой — привезёнными товарами (в основном пряностями), в дальнейшем только деньгами.

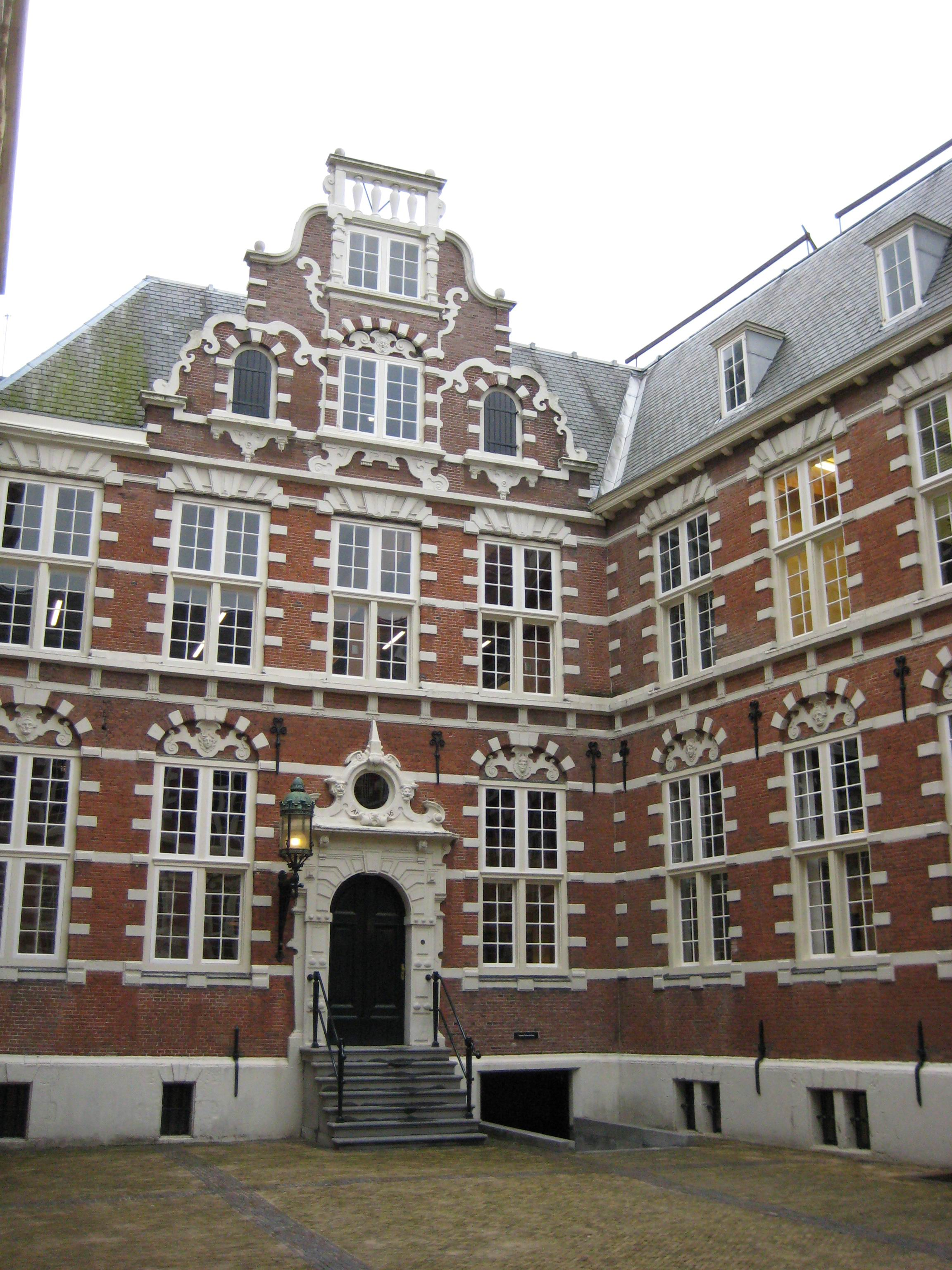
Штаб-квартира компании в Амстердаме.

К 1669 году компания была самой богатой частной фирмой, которую мир когда-либо видел, включая свыше 150 коммерческих судов, 40 военных кораблей, 50 000 служащих, частную армию из 10 000 солдат. Компания принимала участие в политических спорах того времени наряду с государствами. Так, в 1641 году она самостоятельно, без помощи Голландского государства, выбила из нынешней Индонезии своих конкурентов — португальцев. Для этого на средства компании были созданы вооружённые отряды из местного населения.
С именем Голландской Ост-Индской компании связано немало географических открытий и исторических фактов. Так, британский капитан Генри Гудзон, состоящий на службе у компании, в 1609 году во время поиска морского пути в Китай через Америку открыл названные в его честь реку и залив, у берегов которых позднее возник город Нью-Йорк (как известно, первоначально имевший название Нью-Амстердам). Сотрудник компании корабельный врач Ян Ван Рибек основал в 1652 году на южной оконечности Африки продовольственную базу для снабжения судов компании, плывущих из Европы в Индийский океан. Эта база сначала стала населенным пунктом — Капштадом, а впоследствии главным портовым городом ЮАР — Кейптауном.
Компания находилась в постоянном конфликте с Британской империей; испытывала финансовые затруднения после поражения Голландии в войне с этой страной в 1780—1784 годов, и распалась в результате этих затруднений (общий долг компании к 1796 году составлял свыше 100 млн флоринов). Обанкротившаяся Ост-Индская компания была расформирована в 1798 году, а её имущество перешло в собственность молодой Батавской республики.

### Британская Ост-Индская компания
Компания была основана в 1600 году под названием «Компания купцов Лондона, торгующих в Ост-Индиях» (англ. Governor and Company of Merchants of London trading with the East Indies). Её деятельность в Индии началась в 1612 году, когда могольский падишах Джахангир разрешил основать факторию в Сурате. На первых порах использовались различные названия: «Почтенная Ост-Индская компания» (англ. Honourable East India Company), «Ост-Индская компания», «Компания Бахадур».
В 1612 году вооружённые силы компании наносят серьёзное поражение португальцам в битве при Сували. В 1640 году местный правитель Виджаянагара разрешил основать вторую факторию в Мадрасе. В 1647 году компания имеет уже 23 фактории в Индии. Индийские ткани (хлопчатобумажные и шёлковые) пользуются невероятным спросом в Европе. Вывозятся также чай, зерно, красители, хлопок, позднее — бенгальский опиум. В 1668 году Компания арендовала остров Бомбей, бывшую португальскую колонию, переданную Англии как приданое Екатерины Браганской, вышедшей замуж за Карла II. В 1687 году штаб-квартира Компании в Западной Азии была перемещена из Сурата в Бомбей. Компания попыталась силой добиться торговых привилегий, но проиграла, и была вынуждена просить Великого Могола о милости. В 1690 году основано поселение Компании в Калькутте, после соответствующего разрешения Великого Могола. Началась экспансия Компании на субконтинент; в то же время такая же экспансия совершилась рядом других европейских Ост-Индских Компаний — Голландской, Французской и Датской.

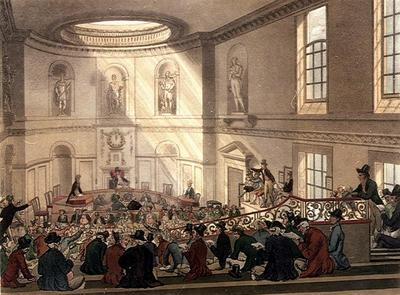
Интерьер штаб-квартиры в Лондоне: центральный зал, 1808—1812

В 1757 году в битве при Плесси войска Британской Ост-Индской компании во главе с Робертом Клайвом разбивают войска бенгальского правителя Сираджа-уд-Даула — всего несколько залпов британской артиллерии обращают индийцев в бегство. После победы при Буксаре (1764) компания получает дивани — право на правление Бенгалией, Бихаром и Ориссой, полный контроль над навабством Бенгалия и конфискует бенгальскую казну (изъято ценностей на сумму в 5 млн 260 тыс. фунтов стерлингов). Роберт Клайв становится первым британским губернатором Бенгалии. Тем временем продолжалась экспансия вокруг баз в Бомбее и Мадрасе. Англо-майсурские войны 1766—1799 и англо-маратхские войны 1772—1818 сделали Компанию доминирующей силой к югу от реки Сатледж.
Британцы монополизировали внешнюю торговлю Бенгалии, а также важнейшие отрасли внутрибенгальской торговли. Сотни тысяч бенгальских ремесленников были принудительно прикреплены к факториям компании, куда обязаны были сдавать свою продукцию по минимальным ценам. Резко выросли налоги. Результатом был страшный голод 1769—1770 гг., во время которого погибло от 7 до 10 миллионов бенгальцев. В 1780—1790-х годах голод в Бенгалии повторился: погибло несколько миллионов человек.
Почти целое столетие компания проводила в своих индийских владениях разорительную политику (англ. The Great Calamity period), результатом которого стало разрушение традиционных ремесел и деградация земледелия, что и привело к гибели от голода до 40 миллионов индийцев. По подсчётам известного американского историка Брукса Адамса (англ. Brooks Adams), в первые 15 лет после присоединения Индии британцы вывезли из Бенгалии ценностей на сумму в 1 млрд фунтов стерлингов. К 1840 году англичане правили большей частью Индии. Безудержная эксплуатация индийских колоний была важнейшим источником накопления британских капиталов и промышленной революции в Англии.
Экспансия принимала две основные формы. Первой было использование так называемых субсидиарных договоров, по сути феодальных — местные правители передавали Компании ведение иностранных дел и обязывались выплачивать «субсидию» на содержание армии Компании. В случае невыплат территория аннексировалась британцами. Кроме того, местный правитель обязался содержать британского чиновника («резидента») при своём дворе. Таким образом, компания признавала «туземные государства» во главе с индуистскими махараджами и мусульманскими навабами. Второй формой было прямое правление.
«Субсидии», выплачиваемые Компании местными правителями, расходовались на набор войск, состоявших в основном из местного населения, таким образом, экспансия осуществлялась руками индийцев и на деньги индийцев. Распространению системы «субсидиарных договоров» способствовал распад империи Великих Моголов, произошедший к концу XVIII-го века. Де-факто территория современных Индии, Пакистана и Бангладеш состояла из нескольких сотен независимых княжеств, враждовавших друг с другом.
Первым правителем, принявшим «субсидиарный договор», стал низам Хайдарабада. В ряде случаев подобные договоры навязывались силой; так, правитель Майсура отказался принять договор, но был принуждён к этому в результате Четвёртой англо-майсурской войны. В 1802 Маратхский союз княжеств был вынужден подписать субсидиарный договор на следующих условиях:
1. С пешвой (первым министром) остаётся постоянное англо-сипайское войско в 6 тыс. чел.
2. Ряд территориальных округов аннексируются Компанией.
3. Пешва не подписывает никаких договоров без консультаций с Компанией.
4. Пешва не объявляет войн без консультаций с Компанией.
5. Любые территориальные претензии пешвы к местным княжествам должны проходить арбитраж Компании.
6. Пешва отзывает претензии к Сурату и Бароде.
7. Пешва отзывает со своей службы всех европейцев.
8. Международные дела проводятся с консультациями с Компанией.

Самыми сильными противниками Компании были два государства, образовавшиеся на развалинах империи Великих Моголов — Маратхский союз и государство сикхов. Разгрому сикхской империи способствовал хаос, наступивший в ней после смерти в 1839 году её основателя, Ранджита Сингха. Междоусобица вспыхнула как между отдельными сардарами (генералами сикхской армии и де-факто крупными феодалами), так и между хальсой (сикхской общиной) и дарбаром (двором). Кроме того, сикхское население испытывало трения в отношениях с местными мусульманами, зачастую готовыми сражаться под британскими знамёнами против сикхов.
В конце XVIII-го века при генерал-губернаторе Ричарде Уэлсли началась активная экспансия; Компания захватила Кочин (1791), Джайпур (1794), Траванкур (1795), Хайдарабад (1798), Майсур (1799), княжества по реке Сатледж (1815), центральноиндийские княжества (1819), Кач и Гуджарат (1819), Раджпутану (1818), Бахавальпур (1833). Аннексированные провинции включали Дели (1803) и Синд (1843). Панджаб, Северо-Западная граница и Кашмир были захвачены в 1849 в ходе англо-сикхских войн. Кашмир был немедленно продан династии Догра, правившей в княжестве Джамму, и стал «туземным государством». В 1854 аннексирован Берар, в 1856 — Ауд.
Британия видела своим конкурентом в колониальной экспансии Российскую империю. Опасаясь влияния русских на Персию, Компания начала усиливать давление на Афганистан, в 1839—1842 состоялась Первая англо-афганская война. Россия установила протекторат над Бухарским ханством и присоединила Самарканд в 1868, между двумя империями началось соперничество за влияние в Средней Азии, в англосаксонской традиции имеющая название «Большой игры».
В 1857 году было поднято восстание против британской Ост-Индской кампании, которое известно в Индии как Первая война за независимость или Восстание сипаев. Однако мятеж был подавлен, и Британская империя установила прямой административный контроль почти над всей территорией Южной Азии.

### Московская компания
Московская компания (англ. Muscovy Company) — английская торговая компания. Предприятие было основано в 1551 году и до 1698 года обладало монополией на торговлю с Россией; действовало до революции 1917 года.
Учреждение компании

Иоанн Грозный показывает свои сокровища английскому послу Горсею (А. Литовченко, 1875).

В 1551 году в Англии была создана компания «Mystery and Company of Merchant Adventurers for the Discovery of Regions, Dominions, Islands, and Places unknown» (сокращённо «Mystery»). Основатели компании: Себастьян Кабот (Sebastian Cabot), Ричард Ченслор (Richard Chancellor), и сэр Хью Уиллоби (Hugh Willoughby). Компания намеревалась найти северо-восточный проход в Китай, и разрушить торговую монополию Испании и Португалии. Главой компании был избран Уиллоби, не имевший практического опыта морской навигации.
Компания снарядила экспедицию из трёх кораблей: «Бона Эсперанса» (Bona Esparanza) под командованием Уиллоби, «Эдвард Бонавентура» (Edward Bonaventure) под командованием Ченслора и «Бона Конфиденца» (Bona Confidentia) под командованием Корнелия Дюрферта. Экспедиция вышла из Лондона 10 мая 1553 года.
Первое путешествие

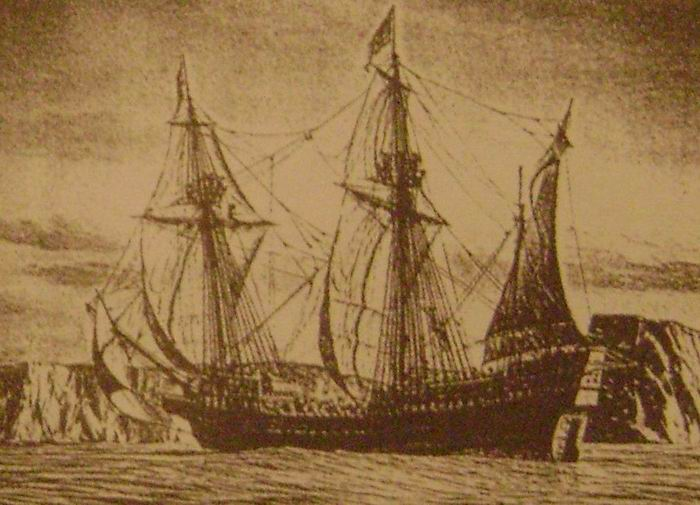
«Эдуард Бонавентура» огибает безымянный мыс, который капитан корабля Ричард Ченслор назовёт Нордкап (1553 год).

Корабль, которым командовал Ченслор, попал в шторм у Лофотенских островов и отделился от двух других кораблей. Уиллоби на двух кораблях достиг Баренцева моря и Новой земли. Некоторое время он шёл вдоль побережья, а затем повернул на юг. 14 сентября 1553 года он встал на якорь в губе реки Варзина. Корабль капитана Ричарда Ченслора достиг поморского берега и пристал в бухте св. Николая, близ Николо-Корельского монастыря.
Хью Уиллоби погиб вместе с командой двух кораблей во время зимовки в устье реки Варзина. В мае 1554 года занимавшиеся рыбным промыслом поморы нашли в гавани два корабля на приколе, на которых было обнаружено 63 трупа, в том числе и тело капитана Хью Уиллоби.
Ченслор благополучно доплыл до Белого моря. 24 августа 1553 года он вошёл в Двинский залив и пристал к берегу в бухте св. Николая, где был тогда Николо-Корельский монастырь, а впоследствии основан город Северодвинск. Ченслор поехал в Холмогоры, где представился воеводе Фофану Макарову. Воевода отправил Ченслора в Москву, к Ивану Васильевичу.
В Москве Ченслор получил аудиенцию у царя. Ченслор передал Ивану Васильевичу письмо от Эдуарда VI, написанное на нескольких языках всем северным правителям. Царь в ответном письме разрешил торговать в России английским купцам. В феврале (или марте) 1554 года Ченслор выехал из Москвы.
Московская компания
В Англии «Mystery» была переименована в «Московскую компанию». Новая компания получила патент от королевы Марии Тюдор. Руководил компанией говернор Себастьян Кабот.
Управление компанией и её привилегии
Компания ежегодно избирала 28 правительственных членов; из них четверо назывались консулами, а двадцать четыре — ассистентами. В отсутствие говернора компанией управляли консул и 12 ассистентов. Торговые и судебные дела решались голосованием — требовалось 15 голосов, включая голос говернора и двух консулов. Компания имела право приобретать земли, но не более, чем на 60 фунтов стерлингов в год, издавать свои правила, наказывать членов компании, для чего иметь своих сержантов, строить и снаряжать свои корабли, торговать во всех портах, делать завоевания и приобретать страны и города в открытых землях, противодействовать совместным действиям торгующих в России иностранцев и даже англичан, если они не являются членами Московской компании.
Льготная грамота 1555 года

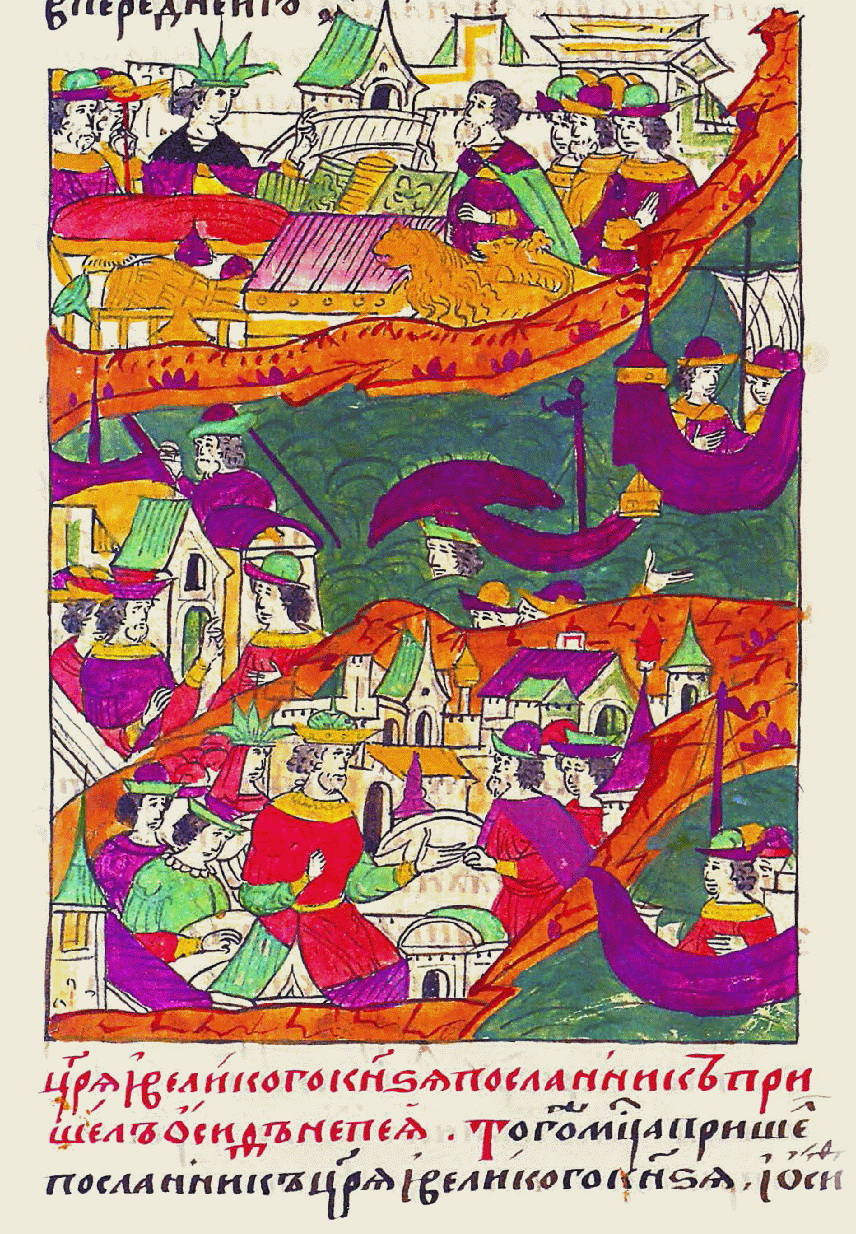
Иван IV отправляет Осипа Непею в Англию. Миниатюра Никоновской летописи. XVI век

В 1555 году Ченслор ещё раз отправился в Москву. Царь выдал льготную грамоту для английской компании. Грамота давала право свободной и беспошлинной торговли оптом и в розницу, построить дворы в Холмогорах и Вологде (дворы не облагались податями), подарил двор в Москве у церкви св. Максима, компания могла иметь собственный суд, при рассмотрении торговых дел суд совершал царский казначей. Таможенники, воеводы и наместники не имели права вмешиваться в торговые дела компании, компания могла нанимать русских приказчиков (не более одного в каждом дворе).
Ченслор вернулся в Англию. С ним в посольство к английской королеве поехал дьяк посольского приказа Осип Непея. У берегов Шотландии корабль Эдвард Бонавентура потерпел крушение. Ченслор утонул, а Непея прибыл в Лондон и был принят королевой.
Поиски торговых путей
Ежегодно из Англии начали прибывать караваны кораблей. Они шли вокруг Норвегии и Швеции до устья Двины.
Компания хотела осуществить свои планы открыть торговые пути в Китай. Летом 1555 года Стефан Борро из Колы доплыл до Оби, посетил Печору, Новую землю и Вайгач. В 1557 году член компании Антони Дженкинсон предложил царю открыть торговый путь в Китай через Бухару. Англичане имели сведения о том, что в Китай из Бухары ходят караваны. Царь разрешил проезд до Астрахани.
Дженкинсон выехал из Москвы 23 апреля 1558 года, в Астрахань прибыл 14 июля. Путешествие проходило по Москве-реке до Коломны, оттуда по реке Ока до Нижнего Новгорода, а потом по Волге в Астрахань. Из Астрахани Дженкинсон отправился в Бухару. В Бухаре он узнал, что караваны в Китай уже не ходят. Он вернулся в Москву в сентябре 1559 года.
В 1561 году Дженкинсон ещё раз приехал в Москву, и предложил открыть торговый путь в Персию. В это время в Москве был персидский посланник. Дженкинсон вместе с посланником совершил путешествие до Астрахани. Путешествие оказалось неудачным. Персия получала европейские товары из Турции.
В 1607 году Московская компания наняла капитана Генри Хадсона на поиски северо-восточного пути в Азию.
Патент 1567 года
В 1567 году королева Елизавета Тюдор выдала компании новый патент. За компанией остался монопольный доступ к Беломорскому пути. Новая льготная грамота была выдана компании и в Москве. Компания получила право беспошлинной торговли, но должна была предоставить право царской казне первой совершать закупки — это старинное русское правило соблюдалось с XV века.
Компания получила право строить в разных городах дворы, нанимать русских работников. В Вологде разрешалось построить канатную фабрику (Вологда была центром российского льноводства), в Вологде было отведено место для поиска железной руды. Царь мог арестовывать членов компании и их имущество. Разрешалось хождение английской монеты в Москве, Новгороде и Пскове. Компания могла отправлять свои «комиссии» для охраны своих товаров от разбойников, пользоваться ямскими лошадьми. Ни один корабль (даже английский), не принадлежащий Московской компании не мог заходить в Печору, Обь, Колу, Мезень, Печенгу, Холмогоры, Соловецкий остров. Ни один иностранец (даже англичанин, не входящий в компанию) не мог следовать через Россию в Китай, Персию, Бухару, Индию. Члены компании имели право сами ловить таких путешественников и конфисковывать их имущество.
Подобные привилегии позволили компании занять важные места в России. В 1567 году компания открыла свою главную контору в Москве, Ричард Грей в Холмогорах построил прядильную фабрику. Свои дворы компания имела в Новгороде, Пскове, Ярославле, Казани, Астрахани, Костроме, Ивангороде. Остальные иностранные купцы должны были хранить свои товары на общественных гостиных дворах.
Английские купцы завышали цены на свои товары, занижали на российские. Это вызывало недовольство, и царь в 1569 и 1572 году жаловался на компанию английскому послу. Со своей стороны английские купцы жаловались на неплатежи и долги. Для решения проблем в Москву приезжал Дженкинсон. Иван Грозный ограничил права компании, в Казань и Астрахань компания могла заходить с разрешения царя. Компания должна была платить половину от таможенных сборов.
В 1567 году через одного из руководителей компании — Энтони Дженкинсона — Иван Грозный вёл переговоры о браке с английской королевой Елизаветой I. Брак обеспечивал царю возможность убежища в Англии в случае катастрофических последствий Ливонской войны.
Утрата монополии

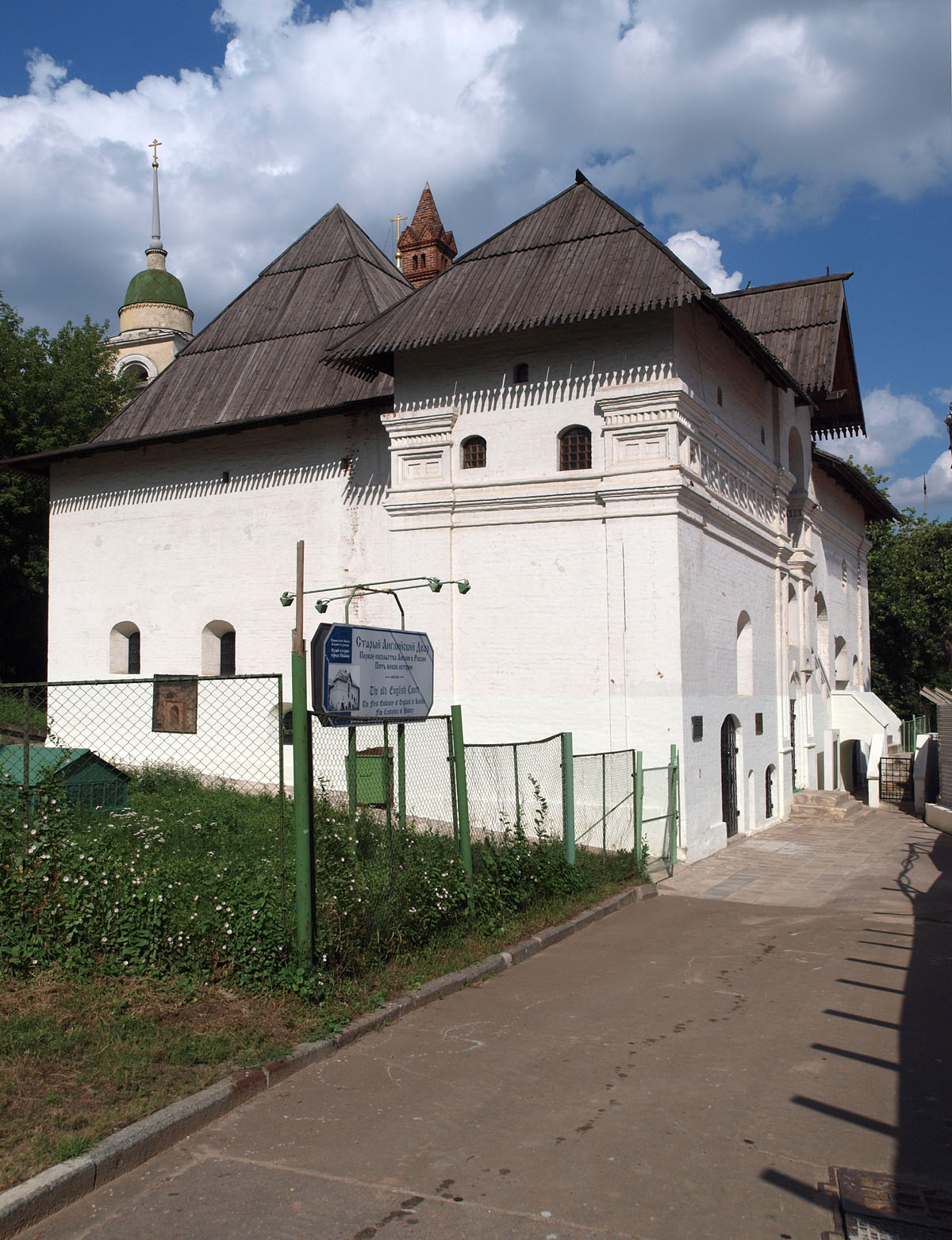
Старый английский двор в Москве (улица Варварка, 4).

После Ливонской войны иностранцы получили разрешение торговать на российском севере. Англичане пытались вернуть свою монополию на торговлю через российский север. После смерти Ивана Грозного Фёдор I Иоаннович послал в Лондон посла Бекмана. Фёдор Иоаннович предлагал королеве вернуть монопольные права на торговлю с Россией в обмен на свободную торговлю русских гостей в Англии. В ответ английская королева попросила дать Московской компании монополию на торговлю со всей Россией, закрыв доступ в Россию всем иностранным купцам.
В 1587 году царь выдал компании привилегию торговать свободно и беспошлинно, но только оптовой торговлей. Члены компании могли через Россию путешествовать в другие страны, но товары они могли покупать только в царской казне, и закупленные в других странах товары, тоже должны были продаваться казне.
Компания могла держать дворы в Москве, Холмогорах, Ярославле, Вологде.
Члены Московской компании выступали не от своего имени, а от имени компании. Иногда это приводило к недоразумениям.
После банкротства члена Московской компании Антона Мерша с долгом в 23 тысячи рублей, начался дипломатический скандал. Для его разрешения в 1588 году в Москву приехал посол Флетчер. Русские купцы, торгуя с Мершем, считали его гостем, и думали, что по его долгам будут отвечать английские гости. Английские гости считали, что Мерш торговал от своего имени. В результате переговоров было решено, что гости, торгующие в России, должны находиться в ведении гостинного приказчика. Составлялось два списка гостей: один хранился в Посольском приказе, другой — у гостинного приказчика. Изменения в составе гостей должны были заноситься в оба списка.
Борис Годунов оставил привилегии за Московской компанией, но не расширил её права. Английские послы просили права свободного прохода в Персию и Китай, но однозначного ответа от царя не получили.
Михаил Фёдорович оставил Московской компании право беспошлинной торговли, но компания обязывалась поставлять в царскую казну ткани и прочие товары по ценам, по которым они продаются в стране изготовления. Компании запрещалось вывозить шёлк, ввозить табак.
В 1619 году были выданы привилегии на 23 человека. По этим привилегиям торговали 70 человек. Беспошлинная торговля в России дала возможность Московской компании захватить российский оптовый рынок. Англичане скупали оптом российские товары, и продавали их в Архангельске иностранным купцам. Такое положение дел было выгодно мелким и средним российским торговцам, но подрывало крупную торговлю.
В 1646 году российские гости подавали челобитную царю с просьбой ограничить деятельность Московской компании. В 1649 году был казнён Карл I. Это дало повод Алексею Михайловичу ограничить деятельность Московской компании. За компанией осталось право торговать в Архангельском порту. После воцарения Карла II деятельность была восстановлена. Англия пыталась вернуть привилегии, но безуспешно.
Компания утратила свои монопольные привилегии в 1698 году в ходе преобразований Петра I.
Компания прекратила операции в 1808 году.